# Nathalie de Cordoue
Sainte Nathalie de Cordoue, martyre en 852, fait partie des martyrs de Cordoue. Fête le 27 juillet.
Pendant la persécution déclenchée par le calife Abd al-Rahman II, comme de nombreux habitants de Cordoue, Aurèle et sa femme Nathalie, ainsi que leurs cousins Félix et sa femme Liliose (ou Liliane), feignaient d’être musulmans. Or un jour, ils rencontrèrent un chrétien, nu, juché à l'envers sur un âne, tandis que les deux bourreaux qui l’escortaient le fouettaient.
Aurèle et Nathalie, dès lors, cessèrent de feindre et pratiquèrent ouvertement leur foi. Nathalie et Liliose parurent dans les rues sans le voile sur leur visage. Un diacre d'origine syrienne, saint Georges, fut aussi arrêté, et tous les cinq furent décapités le 27 juillet 852.